# Pyroraptor
Pyroraptor (gr. "lladre de foc") és un gènere representat per una única espècie de dinosaure teròpode dromeosàurid, que va viure a la fi del període Cretaci, fa aproximadament 77 i 69 milions d'anys, en el Mastrichtiano, en allò que avui en dia és Europa. Un sol espècimen ha estat trobat en 1992, a Provença al sud de França i solament és conegut per uns quants ossos. Anomenat Pyroraptor olympius per Allain i Taquet en 2000. El seu nom significa "lladre del foc del Munti Olimp", ja que les seves restes es van trobar després d'un grán incendi forestal, piros en grec antic significa foc. L'espècimen tipus consisteix en les distintives arpes dempeus, així com de dents fossilitzades, parts del braç i columna vertebral.
Pyroraptor va ser un caçador bípede amb una arpa falciforme de 6,5 centímetres en el segon dit de cada peu. De grandària moderada, va aconseguir els 1,6 metres de llarg i 0,6 d'alt, el seu pes era prop de 30 kg. Posseïa, a més, llargs braços amb filosas arpes per poder aferrar-se de les seves preses. La seva forma era petita i esvelta la qual cosa indica que era un animal veloç.